# Aquaencyrtus
Aquaencyrtus is een geslacht van vliesvleugeligen uit de familie Encyrtidae. De wetenschappelijke naam van dit geslacht is voor het eerst geldig gepubliceerd in 1952 door Hoffer.

## Soorten
Het geslacht Aquaencyrtus omvat de volgende soorten:
- Aquaencyrtus bisurmanus (Erdös, 1960)
- Aquaencyrtus bohemicus Hoffer, 1952
- Aquaencyrtus rhadamas Trjapitzin, 1978